# Conclaaf van 1447
Het conclaaf van 1447 vond plaats van 4 tot 6 maart 1447 in de basilica Santa Maria sopra Minerva te Rome, en volgde op de dood van paus Eugenius IV op 23 februari 1447. Het conclaaf leidde tot de verkiezing van Tommaso Parentucelli als paus Nicolaas V. De politieke situatie ten tijde van dit conclaaf was gespannen, met de dreiging van het leger van koning Alfons van Aragón en de aanwezigheid van tegenpaus Felix V.

## Deelnemende kardinalen
Op het moment van het overlijden van Eugenius IV telde het College van Kardinalen 24 leden, waarvan er 18 aanwezig waren bij het conclaaf.

## Verloop en nasleep
Tijdens de eerste stemming op 5 maart ontving kardinaal Prospero Colonna, neef van paus Martinus V, tien stemmen, wat twee te weinig was voor de vereiste tweederdemeerderheid. Kardinaal Domenico Capranica kreeg acht stemmen, terwijl Parentucelli vijf stemmen ontving.
Op 6 maart, na een toespraak van Capranica over de gevaren voor de Kerk, ontstond er een discussie waarbij Parentucelli onverwacht werd voorgedragen. Giovanni Berardi, die dacht dat Parentucelli Colonna wilde steunen, vroeg om uitstel. Ludovico Trevisan vroeg vervolgens wie Berardi dan wilde steunen, waarop Berardi "Bononiensis" (Parentucelli) antwoordde. Parentucelli verklaarde daarop dat hij zijn stem aan Berardi gaf, wat leidde tot een kettingreactie waarbij meerdere kardinalen hun steun aan Parentucelli gaven. Uiteindelijk werd hij met de vereiste meerderheid gekozen tot paus Nicolaas V.